# 霍尔姆斯县州立公园
霍尔姆斯县州立公园（英語：Holmes County State Park）是位于美国密西西比州的一个州立公园，位于51号国道附近，杜兰特以南约4英里（6.4公里）。公园内有两个湖泊，45英亩（18公顷）的英吉利湖（English Lake）和14英亩（5.7公顷）的奥德姆湖（Odum Lake）。

## 历史
霍尔姆斯县州立公园的开发始于1935年，由平民保育团启动，其建造了密西西比州第一批9个州立公园。该公园对于其1930年代的乡村风格建筑具有重要意义，建筑设计与自然景观相结合。该州立公园及密西西比州其他州立公园的建设被认为是“大萧条时期州政府和联邦政府合作降低失业率的一个很好的例子”。

## 设施
该公园拥有28个露营场，围绕两个钓鱼湖，一个野餐区和避难所以及船用斜坡道而建。